# Ngozi
För andra betydelser, se Ngozi (olika betydelser).

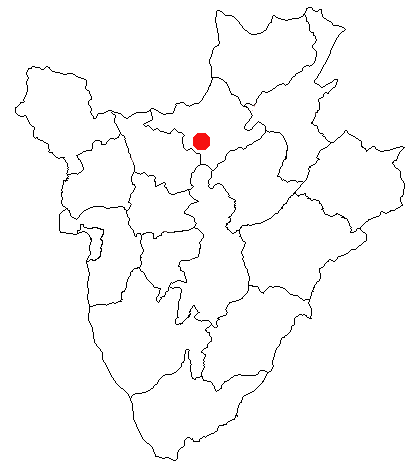
Ngozis läge i Burundi.

Ngozi är administrativ huvudort för provinsen Ngozi samt kommunen Ngozi i Burundi. Den är en av landets största städer, och hade 39 884 invånare vid folkräkningen 2008.